# Pteronisis plumacea
Pteronisis plumacea is een zachte koraalsoort uit de familie Isididae. De koraalsoort komt uit het geslacht Pteronisis. Pteronisis plumacea werd in 1915 voor het eerst wetenschappelijk beschreven door Briggs. 